# Luís Alves de Lima e Silva
Luís Alves de Lima e Silva, el Duque de Caxias (Porto da Estrela, 25 de agosto de 1803 - Desengano, 7 de mayo de 1880) fue un militar y estadista del Imperio del Brasil, tres veces presidente del Consejo de Ministros y comandante del Ejército de Brasil durante la guerra de la Triple Alianza.

## Biografía
Era hijo del brigadier Francisco de Lima e Silva, regente del Imperio del Brasil, y de Mariana Cândida de Oliveira Belo. Las familias de sus padres venían de una larga tradición militar. Eran esclavistas y propietarios de muchos esclavos. A los cinco años de edad sentó plaza en el ejército del Reino Unido de Portugal, Brasil y Algarve.
Ingresó a la Academia Militar de Río de Janeiro a los 15 años de edad y fue parte de la guardia imperial de Pedro I en 1822. Al año siguiente tuvo su bautismo de fuego aplastando una sublevación de esclavos y de abolicionistas en Bahía.
Participó en las campañas de la guerra del Brasil, aunque no llegó a combatir en ninguna batalla importante de la misma. En 1831 tuvo activa participación en la represión de los desórdenes ocurridos cuando se produjo la abdicación de Pedro I.
En 1839 comandó las tropas imperiales durante la represión de la revolución conocida como balaiada; el éxito le valió el título Barón de Caxias y el nombramiento como gobernador de la provincia de Maranhão.
En 1842 dominó dos nuevos levantamientos contra la esclavitud, en Minas Gerais y São Paulo. Durante las etapas finales de la guerra de los Farrapos fue nombrado comandante del ejército en operaciones y presidente-gobernador de la Provincia de San Pedro del Sur, con el grado de Mariscal de Campo, a los 39 años de edad. Logró la Paz de Ponche Verde, que terminó con nueve años de guerra civil, conservando las buenas relaciones con los jefes vencidos. Fue premiado con el título de conde de Caxias y nombrado senador vitalicio del Imperio.
Durante su gobierno fue el fundador de la ciudad de Santana do Livramento.

Escudo heráldico del duque de Caxias

En 1851 fue nombrado comandante del Ejército del Sur, al frente del cual invadió el Estado Oriental del Uruguay; a continuación comandó las fuerzas brasileñas unidas al Ejército Grande de Justo José de Urquiza, dirigiéndolas en la Batalla de Caseros. Aunque las fuerzas brasileñas estuvieron al mando del brigadier Manuel Marques de Souza durante la batalla, Caxias encabezó el desfile de la victoria en Buenos Aires.
Fue nombrado presidente del Consejo de Ministros (cargo equivalente al de primer ministro) el 3 de septiembre de 1856, aunque el hombre fuerte de su gobierno era el ministro de Relaciones Exteriores y de Marina, José Maria da Silva Paranhos, y conservó el cargo hasta 1857. Durante los años siguientes conservó el cargo de ministro de Guerra. El 2 de marzo de 1861 volvió a ser Presidente del Consejo de Ministros, con Silva Paranhos como ministro de hacienda y relaciones exteriores; dejó el cargo en 1862.
En 1866 fue nombrado comandante general del Ejército de Brasil. Tras el desastre militar de las fuerzas de la Triple Alianza en la Batalla de Curupayty, asumió el mando del ejército brasileño en el mismo. Teóricamente estaba subordinado al presidente argentino Bartolomé Mitre, pero de hecho actuó por su propia cuenta. Encontró al ejército muy desorganizado, por lo cual invirtió muchos meses en restablecer la disciplina, adiestrar las tropas y soldados, y reconocer el terreno.
Fue el comandante militar más exitoso durante la guerra, ya que comandó las exitosas campañas a Humaitá y posteriormente hacia Asunción. Aun cuando posteriormente quedó bajo el mando del príncipe Gastón María de Orleáns, conde D'Eu y yerno del Emperador, siguió al mando de las tropas en las batallas de Avay y Lomas Valentinas en diciembre de 1868, se retiró tras la toma de Asunción en enero del año siguiente regresando a Río de Janeiro. Como premio por su actuación, fue nombrado duque del Imperio; fue el único duque de la historia del Imperio del Brasil.

Cuántas vidas y recursos necesitaremos para terminar la Guerra, es decir, para convertir en humo y polvo a toda la nación paraguaya, para matar hasta en el feto en el vientre de la mujer paraguaya.
Duque de Caxias, comandante aliado 

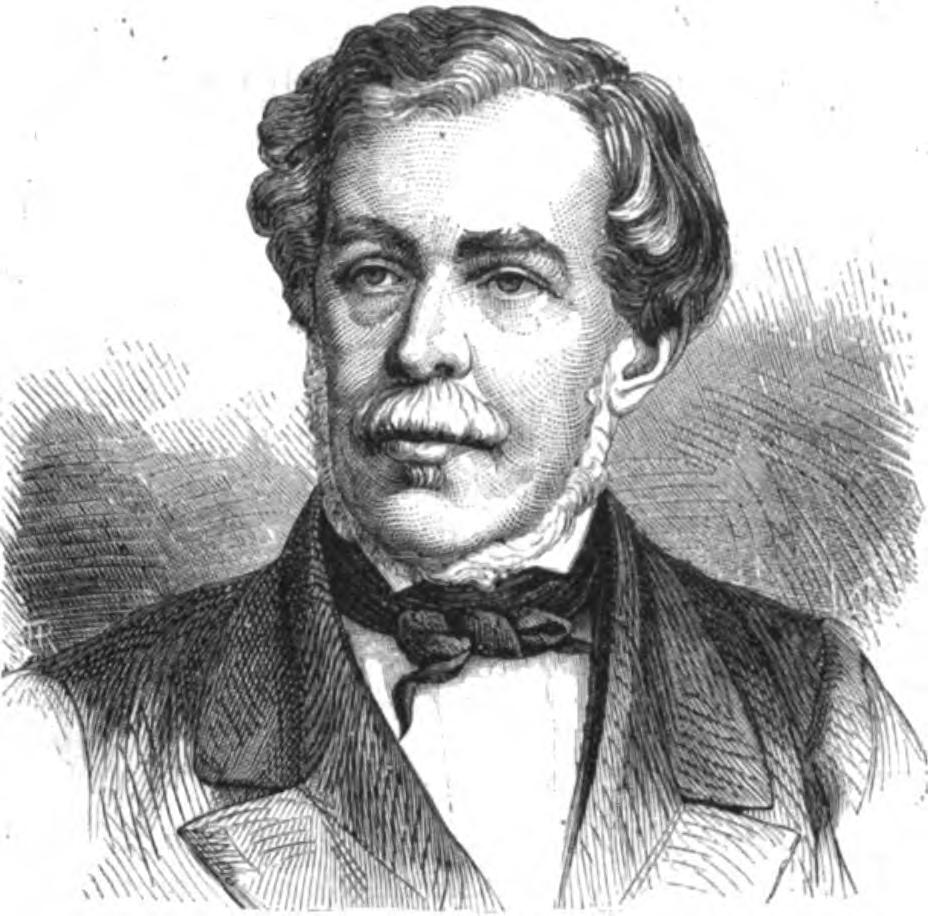
Luís Alves de Lima e Silva.

Abandonó el Paraguay durante la campaña final contra el presidente Francisco Solano López, y regresó a Río de Janeiro, donde ejerció como senador y dirigió la oposición del Partido Conservador contra el Partido Liberal. El 25 de julio de 1875 fue nombrado por tercera vez Presidente del Consejo de Ministros, al frente de un gabinete dominado por João Maurício Wanderley. Dejó a éste el manejo de la economía y las relaciones exteriores, concentrándose en la modernización militar, la solución de los crecientes reclamos contra la esclavitud y el conflicto por la independencia de los obispos; inició también la modernización del sistema electoral, hasta entonces excesivamente restrictivo.
Falleció el 7 de mayo de 1880 en su Hacienda de Santa Mônica, distrito de Desengano, cerca de Río de Janeiro. Fue enterrado junto a su esposa en el Cementerio de Catumbí; desde 1949, sus restos descansan en el Panteón del duque de Caxias.
Hasta el año 1949, en que el presidente Eurico Gaspar Dutra inició la carrera de homenajes al duque de Caxias, este militar era nombrado apenas episódicamente. Hoy en día es uno de los personajes más homenajeados en su país, fuera de sus gobernantes: llevan su nombre dos ciudades en Brasil: duque de Caxias y Caxias do Sul, además del Palacio del duque de Caxias, en Río de Janeiro. Llevan su nombre calles y avenidas en numerosas ciudades de su país. También dos unidades del Ejército de Brasil, que lo considera oficialmente, desde 1962, su "patrono"; el día 25 de agosto es oficialmente el Día del Soldado, en recuerdo de la fecha de su nacimiento. En la Argentina lleva su nombre una unidad de adiestramiento del Ejército Argentino ubicada en Monte Caseros, provincia de Corrientes: el Centro de Adiestramiento Operacional "Duque de Caxias". Recientemente, desde el año 2017, fue creada en la Ciudad Autónoma de Buenos Aires, la " Academia Duque de Caxias de la República Argentina ", corporación sin fines de lucro, cuyo objetivo es la de homenajear la vida y obra del único y gran duque de toda Sudamérica, el mariscal Luis Alves de Lima y Silva, tomando su legado moral, ético y de hombre de familia, como ejemplo para las actuales y futuras generaciones de América y del mundo; reconociendo a aquellas personas físicas y/o jurídicas, que por su condición sobresalen en las diferentes ocupaciones y profesiones de la vida. Ayudando a establecer un puente de unión y acercamiento, entre toda la América de origen española, lusitana, sajona,anglosajona, y de todos los restantes países. Colaborando con la paz y la libertad de todas las personas y naciones del mundo. Siendo actualmente, su Presidente de Honor el Académico Coronel Don Cláudio Moreira Bento, fundador y Presidente de la Federaçâo das Academias de Historia Militar Terrestre do Brasil, en la AMAN,Resende-RJ-Brasil.

## Ancestros
| \| \| \| \| \| \| \| \| \| \| \| \| \| \| \| \| \| \| \| \| 4. Mariscal de campo José Joaquim de Lima e Silva, comendador de la Orden de Avis \| \| \| \| \| \| \| \| \| \| \| \| \| \| \| \| \| \| \| \| \| \| \| \| \| \| \| \| \| \| \| \| \| \| \| \| \| \| \| \| \| \| \| \| \| \| \| \| \| \| \| \| \| \| 2. Brigadier Francisco de Lima e Silva, barón de Barra Grande, regente del Imperio del Brasil \| \| \| \| \| \| \| \| \| \| \| \| \| \| \| \| \| \| \| \| \| \| \| \| \| \| \| \| \| \| \| \| \| \| \| \| \| \| \| \| \| \| \| \| \| \| \| \| \| \| \| \| \| \| 5. Joana Maria da Fonseca Costa \| \| \| \| \| \| \| \| \| \| \| \| \| \| \| \| \| \| \| \| \| \| \| \| \| \| \| \| \| \| \| \| \| \| \| \| \| \| \| \| \| \| \| \| \| \| \| \| \| \| \| \| \| \| 1. Luís Alves de Lima e Silva, Duque de Caxias \| \| \| \| \| \| \| \| \| \| \| \| \| \| \| \| \| \| \| \| \| \| \| \| \| \| \| \| \| \| \| \| \| \| \| \| \| \| \| \| \| \| \| \| \| \| \| \| \| \| \| \| \| \| 6. Luiz Alves de Freitas Belo \| \| \| \| \| \| \| \| \| \| \| \| \| \| \| \| \| \| \| \| \| \| \| \| \| \| \| \| \| \| \| \| \| \| \| \| \| \| \| \| \| \| \| \| \| \| \| \| \| \| \| \| \| \| 3. Mariana Cândida de Oliveira Belo \| \| \| \| \| \| \| \| \| \| \| \| \| \| \| \| \| \| \| \| \| \| \| \| \| \| \| \| \| \| \| \| \| \| \| \| \| \| \| \| \| \| \| \| \| \| \| \| \| \| \| \| \| \| 7. Ana Quitéria Joaquina de Oliveira Lopes \| \| \| \| \| \| \| \| \| \| \| \| \| \| \| \| \| \| \| \| \| \| \| \| \| \| \| \| \| \| \| \| \| \| \| \| \| \| \| \| \| \| \| \| \| \| \| \| \| \| \| \| |                                                                                               |  |  |  |  |  |  |  |  |  |  |  |  |  |  |  |
| |                                                                                               |  |  |  |  |  |  |  |  |  |  |  |  |  |  |  |
| | 4. Mariscal de campo José Joaquim de Lima e Silva, comendador de la Orden de Avis             |  |  |  |  |  |  |  |  |  |  |  |  |  |  |  |
| |                                                                                               |  |  |  |  |  |  |  |  |  |  |  |  |  |  |  |
| |                                                                                               |  |  |  |  |  |  |  |  |  |  |  |  |  |  |  |
| | 2. Brigadier Francisco de Lima e Silva, barón de Barra Grande, regente del Imperio del Brasil |  |  |  |  |  |  |  |  |  |  |  |  |  |  |  |
| |                                                                                               |  |  |  |  |  |  |  |  |  |  |  |  |  |  |  |
| |                                                                                               |  |  |  |  |  |  |  |  |  |  |  |  |  |  |  |
| | 5. Joana Maria da Fonseca Costa                                                               |  |  |  |  |  |  |  |  |  |  |  |  |  |  |  |
| |                                                                                               |  |  |  |  |  |  |  |  |  |  |  |  |  |  |  |
| |                                                                                               |  |  |  |  |  |  |  |  |  |  |  |  |  |  |  |
| | 1. Luís Alves de Lima e Silva, Duque de Caxias                                                |  |  |  |  |  |  |  |  |  |  |  |  |  |  |  |
| |                                                                                               |  |  |  |  |  |  |  |  |  |  |  |  |  |  |  |
| |                                                                                               |  |  |  |  |  |  |  |  |  |  |  |  |  |  |  |
| | 6. Luiz Alves de Freitas Belo                                                                 |  |  |  |  |  |  |  |  |  |  |  |  |  |  |  |
| |                                                                                               |  |  |  |  |  |  |  |  |  |  |  |  |  |  |  |
| |                                                                                               |  |  |  |  |  |  |  |  |  |  |  |  |  |  |  |
| | 3. Mariana Cândida de Oliveira Belo                                                           |  |  |  |  |  |  |  |  |  |  |  |  |  |  |  |
| |                                                                                               |  |  |  |  |  |  |  |  |  |  |  |  |  |  |  |
| |                                                                                               |  |  |  |  |  |  |  |  |  |  |  |  |  |  |  |
| | 7. Ana Quitéria Joaquina de Oliveira Lopes                                                    |  |  |  |  |  |  |  |  |  |  |  |  |  |  |  |
| |                                                                                               |  |  |  |  |  |  |  |  |  |  |  |  |  |  |  |
| |                                                                                               |  |  |  |  |  |  |  |  |  |  |  |  |  |  |  |